# Chionolaena
Chionolaena é um género botânico pertencente à família Asteraceae.